# ブレント・ウェリントン
タイラー・クラッツ（Tyler Kluttz、1984年5月4日 - ）は、アメリカ合衆国のプロレスラー。ノースカロライナ州シャーロット出身。

## 来歴
アメリカのインディー団体を転戦後、2008年にWWEとの提携を解消した後のOVWに入団。小柄ながら体重をヘビー級に上げるが、持ち味のスピードを失わず、打撃中心でのスタイルを確立。マイクパフォーマンスが得意である点からストーリーラインと、トークショーで一躍人気を得た。
2010年8月にWWEとディベロップメント契約。ブラッド・マドックス（Brad Maddox）のリングネームでデビュー。長身で体格の良いレスラーが多いだけにデビュー当初は苦戦したものの、徐々に持ち味を発揮するようになり、撹乱する戦法を身につけた。
2012年8月20日、RAWで行われたディーヴァバトルロイヤルにて、レフェリーとして登場。
9月17日のRAWにてジョン・シナ & シェイマス vs CMパンク & アルベルト・デル・リオの試合で初めてメインイベントでレフェリーを務める。しかし、シナがパンクをフォールした際、パンクの足がロープにかかっていたにもかかわらず、3カウントを取ってしまう。これに怒ったパンクは延々とマドックスを責め立てた。24日のRAWにおいてもオープニングからマドックスの誤審について追求されたが、GMであるAJ・リーによって回避した。
10月28日、WWE Hell in a Cell 2012で行われたパンク vs ライバックによるWWE王座戦にてレフェリーを務めるが、ここではパンクを擁護する形でライバックにローブローを浴びせ、勝利に貢献した。これに対し、ビンス・マクマホンよりライバックとの試合を行う旨、およびそれに勝利した場合WWEスーパースターとして100万ドルの契約を結ぶことが発表。11月12日のRAWにてライバックとの勝負を行うが、一方的に攻められて敗れた。12月3日に復帰すると再び契約のチャンスを貰うがランディ・オートンと対戦して敗戦。オートンとの対戦以後もチャンスを与えられたものの、グレート・カリ、ブローダス・クレイ、シェイマスを相手に連敗した。
以降、Hell in a Cell 2012でのパンクへの援護や、同じくパンクを援護するザ・シールドがパンクのマネージャーであるポール・ヘイマンの依頼によるものだったことを暴露。ザ・シールド には袋叩きにされたが、RAW運営監督ヴィッキー・ゲレロの助手としての地位を得、権力を持ったと勘違いしたような言動を繰り返す（自らを上層部の一員や、副監督と呼ぶなど)。また、SmackDownではJBL不在時の代役として、NXTでは継続的に、実況席に登場している。
2013年7月、ヴィッキー・ゲレロが運営監督から解任となり、憤怒したビンス・マクマホンにより任命され、新たなGMとして采配を振るようになる。GMとして実力を発揮した。
2014年5月、シールドにより脅され、権力者に不利な状況を作ってしまったことで、彼らの命を受けたケインに投げ飛ばされた挙句、解雇を宣告された。長期間欠場が続いていたが10月よりWWE Liveにて復帰。
2015年8月13日、SmackDownにてリングネームをジョシュア・キングスレイ（Joshua Kingsley）へと変更してダークマッチに出場し、ザック・ライダーと対戦するが敗戦した。11月24日、SmackDownのダークマッチにてRトゥルースとの試合後に観客に向かって不適切な放送禁止用語を口走った事から同月25日にWWEから解雇となった。

## 得意技
- ディールブレイカー

フィニッシャー。スピニング・ジョーブリーカー
- アス・パンチ
- スピリングボード式クロス・ボディ

## 獲得タイトル
FCW
- FCWフロリダタッグチーム王座 : 2回

w / ブライリー・ピアース
w / リック・ビクター
- FCWジャック・ブリスコ15王座 : 1回

OVW
- OVWヘビー級王座 : 1回
- OVW TV王座 : 1回

## 入場曲
- Hubba Smubba